# Samba Daly Fall
Samba Daly Fall, né le 17 janvier 1999 à Louga, est un joueur sénégalais de basket-ball. Il évolue au poste d'arrière.

## Biographie

### Carrière en club
Samba Daly Fall commence sa carrière professionnelle avec le club de sa ville natale Louga BC en 2015 avant de rejoindre le Dakar UC en 2017. En novembre 2021, il quitte le club universitaire et rejoint l'AS Douanes de Dakar. Avec les gabelous, il remporte le championnat de National 1 sénégalais à deux reprises (2022, 2023) et est désigné MVP de la saison 2023. Samba Daly Fall quitte le championnat sénégalais pour rejoindre la France avec le club de Jœuf Homécourt Basket (NM2, la quatrième division) en septembre 2023. Après quelques mois passés en France, il signe son retour au Sénégal en s'engageant de nouveau avec l'AS Douanes en avril 2024 pour l'édition 2024 de Basketball Africa League. En décembre 2024, Samba Daly Fall rejoint l'ASC Ville de Dakar.

### Carrière en équipe nationale
Samba Daly Fall commence sa carrière en équipe nationale avec le Sénégal en août 2023 dans le cadre de la préparation du tournoi de qualification pré-olympique de 2024 (en).

## Palmarès et Distinctions
- AS Douanes
  - Nationale 1: 2022, 2023

### Distinctions individuelles
- MVP du Nationale 1 en 2023.
- MVP de la finale du Nationale 1 en 2022 et en 2023.